# ハクション大魔王の歌
「ハクション大魔王の歌」（ハクションだいまおうのうた）は、嶋崎由理のシングル。1969年10月20日に日本コロムビアから発売された。B面には堀江美都子が歌う「アクビ娘」を収録する。
アニメ『ハクション大魔王』のオープニングテーマであったが、途中からエンディングテーマの「アクビ娘の歌」がオープニングテーマとなり、この歌と入れ替わりに使用されている。

## アクビ娘
B面の「アクビ娘」は、アクビちゃんを主題として作られた楽曲である。歌：堀江美都子、作詞：丘灯至夫、作曲：和田香苗。
アニメ『ハクション大魔王』において画面テロップでは「アクビ娘の歌」と表記されているが、レコードにおけるタイトルは「アクビ娘」である（現在、日本コロムビアから発売されている各コンピレーションCDでも「アクビ娘」表記で統一されている）。また、アニメ放送の画面クレジットには歌唱者名に「堀江美都子（12才・横浜市）」と記されている。
2001年から2002年に放送された『よばれてとびでて!アクビちゃん』のエンディング曲として使用された（歌：野川さくら）。
2006年に放送された『アクビガール』においてもオープニングテーマとして使用された。

### カバー
- 堀江美都子 - セルフカバーアルバム『デビュー』（1989年6月21日、コロムビアミュージックエンタテインメント）収録
- 小泉今日子 - カバーアルバム「ナツメロ」（1988年12月17日、ビクター音楽産業）収録
- 野川さくら - キャラクターソングベストアルバム『Cherries』（2005年8月3日、ランティス）収録
- MAI - マキシシングル（2006年8月23日、Fenomeno）
- SUZUKA - 上記、MAIがリリースしたマキシシングルに「2006 Suzuka Version」としてカップリング収録。SUZUKAとは『よばれてとびでて!アクビちゃん』のキャラクター原案を担当したアニメーターの吉田すずか（ハクション大魔王の原作者・吉田竜夫の長女）の変名

## 収録曲
音盤によってタイトル表記が異なる。
シングル盤
- 日本コロムビア SCS-89 1969年10月20日発売

1. ハクション大魔王のうた「アクビ娘」[1]を収録。
作詞：丘灯至夫、作曲：市川昭介
歌：嶋崎由理、バックコーラス：山尾百合子、大江由貴子、堀江美都子

ソノシート
- 朝日ソノラマ P-52 1969年11月1日発売
  - 「ハクション大魔王」「アクビ娘」[1]および「大モテ ジャングル王様」（オーディオドラマ）を収録。